# Ressonador de ceràmica
Un ressonador ceràmic és un component electrònic format per una peça d'un material ceràmic piezoelèctric amb dos o més elèctrodes metàl·lics connectats. Quan es connecta en un circuit oscil·lador electrònic, les vibracions mecàniques ressonants del dispositiu generen un senyal oscil·lant d'una freqüència específica. Igual que el cristall de quars similar, s'utilitzen en oscil·ladors amb finalitats com ara generar el senyal de rellotge utilitzat per controlar el temps en ordinadors i altres dispositius lògics digitals, o generar el senyal portador en transmissors i receptors de ràdio analògics.
Els ressonadors de ceràmica estan fets de ceràmica piezoelèctrica d'alta estabilitat, generalment titanat de zirconat de plom (PZT) que funciona com a ressonador mecànic. En funcionament, les vibracions mecàniques indueixen una tensió oscil·lant en els elèctrodes connectats a causa de la piezoelectricitat del material. El gruix del substrat ceràmic determina la freqüència de ressonància del dispositiu.

## Paquets
Un paquet de ressonador de ceràmica típic té dues o tres connexions. Els dispositius de dos pins solen ser només els mateixos ressonadors, mentre que els dispositius de tres i, de vegades, quatre pins són filtres, que s'utilitzen sovint a les ràdios d'emissió AM i FM, així com a moltes altres aplicacions de RF. Es presenten en varietats de muntatge superficial i de forat passant amb una sèrie de petjades diferents. L'oscil·lació té lloc a través de dos dels pins (connexions). El tercer pin (si està present; normalment el pin central) està connectat a terra.

## Aplicacions
Els ressonadors de ceràmica es poden utilitzar com a font del senyal de rellotge per a circuits digitals com microprocessadors on la precisió de la freqüència no és crítica. El quars té una tolerància de freqüència del 0,001%, mentre que el PZT té una tolerància del 0,5%.
S'utilitzen en circuits de temporització per a una àmplia gamma d'aplicacions com ara televisors, VCR, dispositius electrònics d'automòbil, telèfons, fotocopiadores, càmeres, sintetitzadors de veu, equips de comunicació, comandaments a distància i joguines. Sovint s'utilitza un ressonador de ceràmica en lloc dels cristalls de quars com a rellotge de referència o generador de senyal en circuits electrònics a causa del seu baix cost i mida més petita.
La Q inferior i el rang de freqüència més alt que es poden aconseguir poden ser beneficiosos en l'ús de TCXO, oscil·ladors de cristall compensats per temperatura. La freqüència de l'oscil·lador es pot "estirar" en un rang més ampli que amb el cristall d'alta Q. Això permet una gamma més àmplia d'ajustaments, que poden ser crítics en dispositius que funcionen a temperatures extremes (especialment baixes) on la dependència de la freqüència de la temperatura del cristall podria portar-lo fora del rang d'extracció per a la freqüència desitjada.

## Filtres ceràmics
Els ressonadors de ceràmica semblen semblants als filtres de ceràmica. Els filtres ceràmics s'utilitzen freqüentment en les etapes IF dels receptors superheterodins. Originalment, els filtres ceràmics s'utilitzaven com a filtres de molt baix cost per a receptors de ràdio d'emissió, ambdós conjunts d'ona mitjana amb IF típics de 455. Equips d'emissió de kHz i FM amb etapes IF al voltant de 10,7 MHz. Tanmateix, com que el rendiment ha millorat significativament, també s'utilitzen en moltes altres aplicacions de RF.